# Tomb of the Mutilated
Tomb of the Mutilated (česky Hrob zmrzačených) je třetí studiové album americké deathmetalové skupiny Cannibal Corpse. Vydáno bylo v roce 1992 a je posledním, na kterém účinkovala celá původní sestava (kytarista Bob Rusey byl po nahrání alba z kapely vyhozen). Kvůli značné brutalitě na přebalu alba a v textech bylo v Německu zakázáno. Přičinila se o to mimo jiné německá křesťanská aktivistka Christa Jenal, které se podařilo dosáhnout i toho, že kapela nesměla v Německu hrát na koncertech skladby z prvních tří LP. Prosadila i zrušení několika koncertů.
Součástí textu na obalu předchozího alba skupiny, Butchered at Birth, je několik citátů amerického sériového vraha Alberta Fishe. Existuje proto teorie, že z nahrávky na začátku skladby „Addicted to Vaginal Skin“ zní právě jeho hlas. Ve skutečnosti se však jedná o záznam ze zpovědi jiného vraha, pravděpodobně Arthura Shawcrosse.
Píseň „Hammer Smashed Face“ hrála skupina v rámci svého cameo appearance ve filmu Ace Ventura: Zvířecí detektiv, stalo se tak na přání Jima Carreyho.
Hudební portál About.com album umístil na svůj seznam 10 nejvýznamnějších death metalových alb.

## Texty
Respektovaní kritici Jack Murray a Connur Joyce uvedli svou domněnku, že je album konceptuální, se zaměřením na extrémní sadismus a nekrofilii. Dle Murraye je tento motiv je nejvíce znát v posledních čtyřech skladbách; Joyce ve finském metalovém časopise Mutilate prohlásil, že v albu jsou jisté konotace – písně jsou provázané. Styl hudby a zpěvu podle něj rovněž reflektuje postupně zhoršující se duševní stav protagonisty.
Chris Barnes později v rozhovorech uvedl, že skladba „I Cum Blood“ vychází z jeho osobní zkušenosti; onen zážitek popisuje jako „čistou euforii“.

## Ohlas
Většina kritiků album vyzdvihovala. Heavymetalový časopis Kicked in the Face uvedl: „Užili jsme si každou vteřinu. Každý fanoušek Cannibal Corpse tohle album musí mít. Těžko by se vybíraly dobré či špatné skladby, protože všechny jsou dost povedené.“
Podle online magazínu Metal Storm je hudba na Tomb of the Mutilated „komplexnější a více propracovaná, což se projevuje na skladbách jako „Hammer Smashed Face“ a „I Cum Blood“ s nezapomenutelnými kytarovými riffy, drtivou baskytarou a rychlým bubnováním.“ Celkově se jedná o velmi kvalitní album, určitě jedno z nejlepších v historii Cannibal Corpse a možná i celého death metalu.
V roce 2005 se Tomb of the Mutilated umístilo na 278. příčce žebříčku „500 nejlepších rockových a metalových alb všech dob“ magazínu Rock Hard.

## Seznam skladeb
Hudbu složil(i) Cannibal Corpse, texty napsal(i) Chris Barnes.
| Pořadí         | Název                                                                                 | Délka |
| -------------- | ------------------------------------------------------------------------------------- | ----- |
| 1.             | Hammer Smashed Face                                                                   | 4:02  |
| 2.             | I Cum Blood                                                                           | 3:40  |
| 3.             | Addicted to Vaginal Skin                                                              | 3:29  |
| 4.             | Split Wide Open                                                                       | 3:01  |
| 5.             | Necropedophile                                                                        | 4:05  |
| 6.             | The Cryptic Stench                                                                    | 3:57  |
| 7.             | Entrails Ripped from a Virgin's Cunt                                                  | 4:14  |
| 8.             | Post Mortal Ejaculation                                                               | 3:35  |
| 9.             | Beyond the Cemetery                                                                   | 4:52  |
| 10.            | I Cum Blood (Live) (živě, bonusová skladba na remasterované edici vydané v roce 2002) | 4:13  |
| Celková délka: | Celková délka:                                                                        | 39:08 |

## Sestava na albu

### Cannibal Corpse
- Chris Barnes – zpěv, texty
- Jack Owen – kytara
- Bob Rusay – kytara
- Alex Webster – baskytara
- Paul Mazurkiewicz – bicí

### Produkce
- Produkce a mixáž – Scott Burns